# Госс, Мэттью
 Мэттью Харли Госс (англ. Matthew Harley Goss ; род. 5 ноября 1986, Лонсестон, Тасмания, Австралия) — австралийский профессиональный шоссейный и трековый велогонщик, выступающий с 2016 года за команду ONE Pro Cycling.

## Карьера
Мэттью Госс начал свою карьеру в качестве трекового велосипедиста. В 2004 году он выиграл два золота на юношеском чемпионате мира по трековым велогонкам, год спустя, уже не взрослом чемпионате добыл бронзу в командном преследовании. В 2006 году Госс стал чемпионом мира в командной гонке преследования на треке.
Параллельно с трековыми успехами Госс выступал и на шоссе в составе австралийской юношеской команды South Australia.com-AIS, за которую он одержал несколько побед и привлек к себе внимание профессиональных команд.
2007 год австралиец начал в поставе датской команды Team CSC. В первый профессиональный год он выиграл один из этапов Тура Британии и в составе команды  командную гонку в Эйндховене. Спустя год он вновь выиграл этап на Туре Британии, что принесло ему майку лучшего спринтера, а также одержал победу в общем зачете австралийской гонки Herald Sun Classic. В 2009 году Мэтт выиграл престижную однодневную гонку Париж - Брюссель, одержал две победы на Туре Валони, но принял решение покинуть свою нынешнюю команду и перейти в состав Team HTC-Columbia.
В составе новой команды Госс выиграл девятый этап Джиро д'Италия, но из-за болезни не смог закончить эту многодневку. В конце лета австралиец выиграл Гран-при Плуэ, обойдя в финишном ускорении американца Тайлера Фаррара. В 2011 году Госс выиграл главную спринтерскую классику сезона — Милан — Сан-Ремо. На чемпионате мира в Копенгагене Госс был ближайшим преследователем Марка Кэвендиша и смог завоевать серебряную медаль.
После того, как команда Team HTC-Columbia распалась, Госс подписал контракт с австралийской GreenEDGE, в составе которой выиграл второй в карьере этап на Джиро, а также показал ряд высоких достижений на Тур де Франс.